# Urbano Paracciani Rutili
Urbano Paracciani Rutili (ur. 8 lutego 1715 w Rzymie, zm. 2 stycznia 1777 w Fermo) – włoski duchowny katolicki, kardynał, arcybiskup Fermo, bratanek kardynała Giandomenica Paraccianiego.

## Życiorys
Pochodził z arystokratycznego rodu. Święcenia kapłańskie przyjął 23 marca 1738. 9 lipca 1764 został wybrany arcybiskupem Fermo, którym pozostał już do śmierci. 25 lipca 1764 w Rzymie przyjął sakrę z rąk papieża Klemensa XIII (współkonsekratorami byli arcybiskupi Giovanni Ottavio Bufalini i Giovanni Carlo Boschi). 26 września 1766 Klemens XIII wyniósł go do godności kardynalskiej, a 15 czerwca 1767 nadał mu tytuł kardynała prezbitera San Callisto. Wziął udział w Konklawe 1769 (wybierającym Klemensa XIV) i 1774–1775 (wybierającym Piusa VI)